# Фортунатовская улица
Фортуна́товская улица расположена в Восточном административном округе города Москвы на территории района Соколиная Гора. Расположена между улицами Лечебная и Щербаковская, пересекает Ткацкую и Зверинецкую улицы.

## История
В 1897 году в районе Благуши было образовано несколько кварталов застройки. Улицы шли перпендикулярно друг другу. Часть улиц была названа в честь русских царей, а другая часть — в честь проектировщиков застройки района. По фамилии одного из них — инженера Ивана Фёдоровича Фортунатова (1852—1916) — улица и получила название.
Изначально проезжая часть улицы, мощённая булыжником, отделялась от тротуаров канавами. Уличное освещение появилось только в 1925 году.

## Примечательные здания
- № 1 — Городская клиническая больница № 36 им. Ф. И. Иноземцева; больничный комплекс включает 10 корпусов, расположенных на северо-восточном углу Борисовской и Лечебной улиц. Приёмное отделение находится в корпусе № 9.

## Транспорт
На перекрёстке улиц Фортунатовской и Щербаковской расположена трамвайная остановка «Фортунатовская улица» маршрутов № 11, 12, 34.
На перекрёстке с Ткацкой улицей расположена остановка «Фортунатовская улица» автобусов 372, т22, н3.
Ближайшая станция метро —  Партизанская — расположена в 650 м восточнее улицы.
В 2017 году в непосредственной близости от улицы открылась станция Московского центрального кольца  Измайлово.